# 鰻形潘鰍
鰻形潘鰍為輻鰭魚綱鯉形目鰍科的其中一種，為熱帶淡水魚，分布於亞洲湄公河、湄南河、馬來半島、蘇門答臘與婆羅洲淡水流域，本魚體全褐色的或佈滿斑點，一條模糊的深色斑紋從鰓裂延伸到尾鰭，體長可達12公分，棲息在中大型、沙底質且有沉積物、水流緩慢的河川，平時躲藏於沙中，以無脊椎動物為食，在植被生長的淺水處繁殖，可作為觀賞魚。

## 扩展阅读
維基物種上的相關：鰻形潘鰍